# كأس أنغولا 2010
كأس أنغولا 2010 هو موسم من كأس أنغولا. كان عدد الأندية المشاركة فيه 22، وفاز فيه أتلتيكو سبورت أفياتسو.